# Tvekbjörnbär
Tvekbjörnbär (Rubus haesitans) är en rosväxtart som beskrevs av H.O. Martensen och Walsemann. Enligt Catalogue of Life ingår Tvekbjörnbär i släktet rubusar och familjen rosväxter, men enligt Dyntaxa är tillhörigheten istället släktet rubusar och familjen rosväxter. Arten har ej påträffats i Sverige. Inga underarter finns listade i Catalogue of Life.